# 庫氏九環海龍
庫氏九環海龍（学名：Enneacampus kaupi），为輻鰭魚綱棘背魚目海龍魚科的其中一種，分布於非洲賴比瑞亞沿岸河流至剛果河流域，棲息深度10-13公尺，體長可達20公分，棲息在沿岸溪流及河口，會模仿水草隨波逐流，卵胎生，可作為觀賞魚。